# Ectropis griseoalbata
Ectropis griseoalbata là một loài bướm đêm trong họ Geometridae.